# Krystyna Guziková
Krystyna Guziková, rodným jménem Krystyna Pałková, (* 16. srpna 1983, Zakopane, Polsko) je polská biatlonistka a vojačka. Polsko reprezentovala na čtyřech olympijských hrách: v roce 2006 v zimních olympijských hrách v Turíně, v roce 2010 na zimních olympijských hrách ve Vancouveru, v roce 2014 v Soči a 2018 v Pchjongčchangu.
V roce 2013 získala na mistrovství světa v biatlonu v Novém Městě na Moravě stříbrnou medaili ve stíhacím závodě. Je také dvojnásobnou medailistkou z mistrovství Evropy juniorů v biatlonu z roku 2004. Biatlonu se začala věnovat ve 14 letech.
V červenci 2014 se provdala za polského biatlonistu Grzegorze Guzika, od sezóny 2014/2015 závodila pod novým jménem. Sportovní kariéru ukončila v roce 2018.